# Petersköpfl
Il Petersköpfl è una montagna alta 1 745 m sul livello del mare nei Monti del Kaiser nello stato federale del Tirolo in Austria. 

## Geografia
Il Petersköpfl si trova nella zona dello Zahmer Kaiser. A est, il Petersköpfl è collegato all'Einserkogel da una cresta e a ovest è separato dalla Naunspitze da una tacca. A sud, scende ripidamente nella valle Kaisertal e a nord, con ripide pareti rocciose, scende fino a Ebbs. A est, c'è un altopiano moderatamente inclinato, coperto di pini mughi che forma la cresta principale dello Zahmer Kaiser e si estende fino alla Pyramidenspitze.

## Alpinismo
Il Petersköpfel è facilmente raggiungibile in un'ora dal rifugio Vorderkaiserfeldenhütte e dall'alpeggio Hinterkaiserfeldenalm. La traversata fino alla vicina Naunspitze dura 20 minuti. Dal Petersköpfl, un sentiero attraversa l'altopiano dello Zahmer Kaiser fino alla Pyramidenspitze. Diverse brevi vie di arrampicata si snodano attraverso una piccola lastra di roccia sul versante occidentale. Anche le pareti rocciose settentrionali offrono percorsi di arrampicata alpina più lunghi.